# Hemistola detracta
Hemistola detracta är en fjärilsart som beskrevs av Walker 1861. Hemistola detracta ingår i släktet Hemistola och familjen mätare. Inga underarter finns listade i Catalogue of Life.